# Intipuca
Intipuca è un comune del dipartimento di La Unión, in El Salvador.
| Controllo di autorità | VIAF (EN) 313441447 |